# 대한민국의 사형제
대한민국은 사형제도를 법률상 유지하고 있으며, 집행 방법으로는 일반 형법은 교수형을, 군형법은 총살형을 채택하고 있다. 가장 최근의 집행일자는 1997년 12월 30일이다. 군형법에 의한 총살형은 1985년 9월 20일에 마지막으로 집행되었는데, 당시 사형수는 1985년 2월 24일 부대원 8명을 살해한 제28보병사단 소속 이등병이었다. 김대중 정부 출범 이후부터, 20년 이상 사형 집행이 이루어지지 않아 국제앰네스티에서 2007년 12월, 대한민국을 동아시아 국가 중에 '실질적 사형폐지국'으로 분류되었다.

## 개요
《형법》, 《군형법》,《특정범죄 가중처벌 등에 관한 법률》, 《보건범죄 단속에 관한 특별조치법》 등에 사형조항을 두고 있다. 이미 사법처리가 종료되어 사형집행을 기다리는 기결수도 다수가 미집행 상태에서 교정시설에 수감되어 있다. 1998년 김대중 정부 출범 이후에, 단 한 차례도 사형 집행이 이루어지지 않아 대한민국을 동아시아 국가 중에 '실질적 사형폐지국'로 분류되고 있다.
김길태 사건, 유영철 사건, 안양 초등학생 납치 살해 사건, 조두순 사건 등 사회적으로 큰 물의를 빚은 강력범죄들이 연속적으로 발생하면서 사형집행을 하라는 국민정서가 높아지고 있다. 또한 1996년 헌법재판소는 사형제도 위헌재청건에 대해 7:2로 합헌임을 인정함과 동시에 “시대상황이 바뀌어 생명을 빼앗는 사형이 가진 위하에 의한 범죄예방의 필요성이 거의 없게 된다거나 국민의 법감정이 그렇다고 인식하는 시기에 이르게 되면 사형은 곧바로 폐지되어야 한다”고 판시하였다. 하지만 몇몇 종교단체, 인권단체에서는 완전한 사형폐지를 주장하고 있다.
의회에서는 지난 15대 국회 때부터 19대 국회 때까지 총 7건의 사형폐지법안이 제출되었지만 매번 임기만료를 이유로 통과되지 않았다.
| 1979 | 1980 | 1981 | 1982 | 1983 | 1984 | 1985 | 1986 | 1987 | 1988 |
| ---- | ---- | ---- | ---- | ---- | ---- | ---- | ---- | ---- | ---- |
| 10   | 9    | 0    | 23   | 9    | 0    | 11   | 13   | 5    | 0    |
| 1989 | 1990 | 1991 | 1992 | 1993 | 1994 | 1995 | 1996 | 1997 |      |
| 7    | 14   | 9    | 9    | 0    | 15   | 19   | 0    | 23   |      |

## 실질적 사형폐지국
1997년 12월 30일, 사형수 23명에게 사형이 집행된 이래 더 이상 사형 집행이 이루어지지 않고 있다. 국제사면위원회는 10년 이상 사형을 집행하지 않으면 '실질적 사형 폐지국'으로 분류한다. 대한민국은 2007년 10월 10일, 세계사형폐지의 날을 맞아 일부단체에 의해 사형폐지국가선포식을 가졌다. 국제엠네스티에서는 2007년 12월 한국을 '실질적 사형폐지국'으로 분류하였다. 이 단체에 따르면 전 세계적으로 실질적 폐지국은 140개 정도로 집계되고 있다.
마지막 사형집행 날짜는 김영삼정권 말기에 해당되며, 김대중이 대통령이 된 이후에는 김대중 대통령 자신이 사형 제도를 반대하는 입장이었기에 사형집행을 거부하고 있는 상태로 퇴임하였으며 그 이후의 사형선고는 내려지고 있지만 사형집행은 계속 이루어지지 않고 있다.

## 사형수
2009년 국정감사에 제출된 법무부 자료에 따르면 대한민국 정부는 1949년 7월 14일 살인죄로 사형에 처한 이후, 1997년 12월 30일까지 모두 920명에게 사형을 집행하였다. 그러나 국정감사에 제출한 당시 정부의 공식적인 통계와 달리 1949년 이후 1997년 12월 30일까지의 사형집행인원은 전환기 한국사회에서 여순사건, 제주4.3사건 및 한국전쟁시기 군사재판에 의한 경우를 제외하더라도 1,310명을 집행하였다. 이는 법무부에서 매년 발간하는 사법연감에 근거한 통계이다.
2009년의 자료에 따르면 무기수 중 가장 오래 복역한 자는 1982년부터 27년 동안 복역하고 있는 것으로 나타났다. 25년이 1명, 24년이 5명, 23년이 9명이다. 20년 이상 복역하고 있는 무기수는 총 74명에 이르고 있다.
2006년 2월 기준으로 사형수로 최종 판결을 받은 사람은 77명이었으나 2007년 12월 노무현 전 대통령의 특별사면으로 6명이 무기징역으로 감형되었고, 일부가 사망(자살 또는 병사)하게 되어 현재 58명이다.
최근 민간인에 대한 사형선고는 2015년 8월 28일 대법원 1부(주심 고영환)는 배관공으로 위장해 옛 여자친구 부모를 살해하고 옛 여자친구를 성폭행한 장재진(25)에게 사형을 선고하였다.
군인에 대한 사형선고는 2016년 2월 19일 대법원 2부(주심 박상옥)는 수류탄과 총기를 난사해 5명의 사망자와 9명의 부상자를 낸 임도빈 병장(24)에게 사형을 선고하였다.

## 폐지 논의
1970년대부터 사형수에 대한 교정교화를 해오던 인사들은 사형수들이 겪고 있는 차별적, 비인간적 처우에 대한 근본적 해결책으로 사형폐지의 필요성을 절감하고 1987년 민주화 운동에 발맞추어 본격적인 사회운동을 전개한다. 1989년 5월 30일, 서울구치소에서 사형수 교정활동을 펼치던 이상혁 변호사, 추영호 신부, 문장식 목사, 서성운 스님 등이 한국사형폐지운동협의회(간칭,사폐협)를 결성한다. 1992년 8월 11일 김수환 추기경을 비롯한 천주교 신자 86,509명이 사형제도폐지를 탄원하는 결의문을 헌법재판소에 제출한다.
사형폐지운동협의회는 실제 사형수를 청구인으로 헌법재판소에 사형제도에 관한 위헌심판을 청구하였는데, 1989년에는 서채택을, 1990년에는 손오순을, 1995년에는 정석범을 각각 청구인으로 삼았다.
최초의 헌법재판인 1989년의 헌법소원의 경우 1명을 강도살인한 청구인(서채택)이 헌법 제10조의 “인간의 존엄과 가치” 내지 헌법 제37조 제1항에 따라 인정되는 “헌법상 열거되지 아니하는 권리”에서 헌법상 명문으로 규정되지 아니한 생명권의 존재 근거를 찾고 이와 같이 생명권이 헌법상 인정되는 권리라고 할 때 사형제도에 의한 생명의 박탈은 그 본질적 내용의 침해라고 할 것이므로 헌법 제37조 제2항의 일반유보로도 제한할 수 없다는 취지에서 헌법소원을 제기하였으나 헌법재판소는 법률에 대한 헌법소원은 법률 시행일 이후 발생한 법령에 대하여 그와 같은 사유 있음을 안 날로부터 60일 이내에 청구하여야 하는 바, 이 사건 심판대상인 판결이 헌법재판소법 시행일 이전인 1987년 10월 26일 확정된 이상 헌법재판소법 시행일인 1988년 9월 1일 이전에 그 사유 있었음을 알았다고 보아야 할 것이므로 동법 시행 이후 60일이 경과하여 제기된 이 사건 청구는 기간의 기산점이 도과하여 위헌성 여부에 관한 본안문제에 나아갈 필요도 없이 부적법하다고 각하하였다.
두 번째 헌법재판의 시도는 공범들과 함께 1명을 강도살인하고 13차례에 걸쳐 강도강간을 저지른 피고인(손오순)이 상고심 도중에 강도살인죄(형법 제338조) 등 사형관련 형사법상 법조문의 위헌제청을 신청하였으나 그 기각과 동시에 상고 또한 기각되자 첫 번째 헌법소원과 동일한 취지의 헌법소원을 1990년 5월 1일, 제기하였다. 그러나 이 사건은 1990년 12월 4일, 청구인의 사형이 집행되고 그로부터 4년이 지났는데도 수계신청이 없을 뿐만 아니라 특별히 종국 결정을 할 필요성이 있는 경우에도 해당하지 아니하여 청구인의 사망을 이유로 그 심판절차가 종료되었다.

### 사형폐지 입법
국회에서는 그동안 몇 차례 사형제도 폐지를 위한 법안이 제출되었다. 제15대(1999년)에는 유재건 의원이, 제16대(2001년)에서는 정대철 의원이, 제17대(2004년)에서는 유인태 의원이 각각 사형폐지 특별법안을 발의하였지만 법사위 계류에서 회기만료로 법안은 자동폐기되었다.
17대 국회에서 유인태 의원이 대표발의한 법률안에는 당시 국회의원 299명의 3분의 2에 가까운 175명의 의원이 법안 발의에 동의하기도 했다. 18대 국회에서는 박선영 의원(2008년)과 김부겸 의원(2009년)이 각기 사형폐지 법안을 대표발의하여 현재 소관위원회인 법제사법위원회에 계류되었었다.
| 대표발의자 | 발의의원수 | 법안명                   | 제안일자        | 진행상황                                         | 법안보기            |
| ---------- | ---------- | ------------------------ | --------------- | ------------------------------------------------ | ------------------- |
| 박선영     | 39         | 사형폐지에 관한 특별법안 | 2008년 9월 12일 | 소관위 법안심사제1소위 (2008년 11월 19일) (폐기) | 국회 의안정보시스템 |
| 김부겸     | 53         | 사형폐지에 관한 특별법안 | 2009년 10월 8일 | 소관위 전체회의(2009년 11월 18일) (폐기)         | 국회 의안정보시스템 |

생각건대 사형제도가 존속하는 우리 사회에서 범죄의 폭력성·잔인성·무차별성이 날이 갈수록 극심해지고 있다는 사실은 사형이 범죄자들에게 더 이상의 위하력이 없다는 것을 보여주고 있음. 또한 우리나라는 1997년 12월 30일에 마지막 사형집행이 있은 이후, 10년이 넘도록 사형을 집행하지 않고 있어 국제인권단체인 앰네스티로부터 ‘실질적 사형폐지국가’로 분류되었음. 따라서 사형제도가 사문화(死文化)되고 있다고 보여짐. 더 근본적으로는 인간의 생명은 더 이상 인간의 보복심을 충족시키거나 제도적 살인을 정당화하는 도구로 취급되어서는 아니 되며, 인간의 존엄과 가치를 보장하기 위한 전제요건으로 보호되어야 함. — 박선영 의원《사형폐지에 관한 특별법안》발의 제안이유 설명 중

### 대법원 및 헌법재판소의 판례
- 헌법재판소는 살인과 특수강간으로 대법원에서 사형이 확정된 청구인(정석범)이 1995년 3월 1일, 형벌제도로서 사형을 규정한 형법 제41조 제1호 및 살인죄에 사형을 규정한 형법 제250조 제1항 등에 대하여 제기한 헌법소원 청구에 대하여 먼저 형벌로써 사형에 대하여 "우리의 문화수준이나 사회현실에 미루어 보아 지금 곧 이를 완전히 무효화시키는 것이 타당하지 아니하므로 아직은 우리의 현행 헌법질서에 위반되지 아니한다.”고 판단하면서 비록 법정형으로서의 사형이 적정한 것이라 하더라도 이를 선고함에 있어서는 특히 신중을 기하여야 한다는 점을 강조하였다. 나아가 형법 제250조 제1항의 위헌 여부에 대해서는 “살인이라는 구체적인 범죄구성요건에 대한 불법효과의 하나로서 사형을 규정하고 있는 것이 행위의 불법과 행위자의 책임에 비하여 현저히 균형을 잃음으로써 비례의 원칙에 반한다고 평가된다면 형법 제250조 제1항은 사형제도 자체의 위헌여부와는 관계없이 위헌임을 면하지 못할 것이다. 형법 제250조 제1항이 규정하고 있는 살인의 죄는 인간생명을 부정하는 범죄행위의 전형이고, 이러한 범죄에는 그 행위의 태양이나 결과의 중대성으로 미루어 보아 반인륜적 범죄라고 규정지워질 수 있는 극악한 유형의 것들도 포함되어 있을 수 있는 것이다. 따라서 사형을 형벌의 한 종류로서 합헌이라고 보는 한 그와 같이 타인의 생명을 부정하는 범죄행위에 대하여 행위자의 생명을 부정하는 사형을 그 불법효과의 하나로서 규정한 것은 행위자의 생명과 그 가치가 동일한 하나의 혹은 다수의 생명을 보호하기 위한 불가피한 수단의 선택이라고 볼 수밖에 없으므로 이를 가리켜 비례의 원칙에 반한다고 할 수 없어 헌법에 위반되는 것이 아니다."고 판시하여 7대 2로 합헌결정을 하였다.[3][22]

## 같이 보기
- 국제앰네스티
- 세종#적극적인 사형집행 옹호
- 조선민주주의인민공화국의 사형제